# Progymnospermophyta
Las progimnospermofitas (Progymnospermophyta o Progymnospermae) son una división extinta de plantas vasculares, antecesoras de las modernas plantas con semilla (Spermatophyta). Estas plantas exhibían un crecimiento monopódico con xilemas secundarios lignificados, y dada sus características compartidas con las coníferas, fueron los primeros árboles modernos. Vivieron desde el Devónico Medio hasta el Carbonífero Inferior (Misisípico), cuando se extinguieron. El género más conocido es Archaeopteris, un árbol fósil con hojas de tipo helecho encontrado en todo el mundo desde el Devónico Superior al Carbonífero Inferior. Es un grupo poco entendido que se caracteriza por presentar anatomía de gimnospermas y reproducción por esporas, como en pteridofitas. Estas plantas presentaron un hábito arbustivo o arborescente con un patrón de ramificación lateral pero sin la producción de yemas axiales, con madera picnoxilica, floema y xilema secundarios.

## Filogenia
Hay diferencias en cuanto a su clasificación, pero Taylor y colaboradores le confieren la categoría de División Progymnospermophyta y en la que incluyen tres órdenes: Archaeopteriales, Aneurophytales y Protopityales. Se ha postulado que las progimnospermas serían un grupo parafilético cuyas relaciones podrían ser las siguientes:
|  | \| \| Archaeopteridales † \| \| \| \| \| \| Protopytales † \| \| \| \| |
|  |                                                                        |
|  | Spermatophyta                                                          |
|  |                                                                        |
|  | Archaeopteridales †                                                    |
|  |                                                                        |
|  | Protopytales †                                                         |
|  |                                                                        |

|  | Archaeopteridales † |
|  |                     |
|  | Protopytales †      |
|  |                     |

|  | \| \| Archaeopteridales † \| \| \| \| \| \| Protopytales † \| \| \| \| |
|  |                                                                        |
|  | Spermatophyta                                                          |
|  |                                                                        |
|  | Archaeopteridales †                                                    |
|  |                                                                        |
|  | Protopytales †                                                         |
|  |                                                                        |

|  | Archaeopteridales † |
|  |                     |
|  | Protopytales †      |
|  |                     |

## Referencias

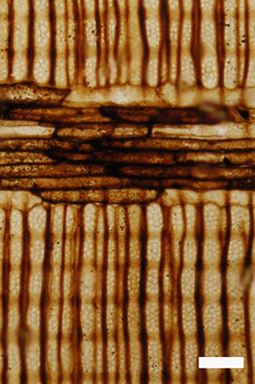
Madera premineralizada de Archaeopteris. Corte radial, escala = 0,1 mm.